# Йорк (округ, Південна Кароліна)
Шаблон:StateAbbr_ 34°58′ пн. ш. 81°11′ зх. д. / 34.97° пн. ш. 81.18° зх. д.
Округ Йорк (англ. York County) — округ (графство) у штаті Південна Кароліна, США. Ідентифікатор округу 45091.

## Історія
Округ утворений 1798 року.

## Демографія
За даними перепису 
2000 року 
загальне населення округу становило 164614 осіб, зокрема міського населення було 105297, а сільського — 59317.
Серед мешканців округу чоловіків було 79751, а жінок — 84863. В окрузі було 61051 домогосподарство, 44915 родин, які мешкали в 66061 будинках.
Середній розмір родини становив 3,05.
Віковий розподіл населення поданий у таблиці:
| Стать    | До 15 років | 15-21 | 22-29 | 30-39 | 40-49 | 50-65 | 65-85 | Понад 85 |
| -------- | ----------- | ----- | ----- | ----- | ----- | ----- | ----- | -------- |
| Чоловіки | 18601       | 7941  | 8185  | 13075 | 12601 | 12486 | 6405  | 457      |
| Жінки    | 17552       | 8727  | 8946  | 13435 | 12964 | 13029 | 8895  | 1315     |

## Суміжні округи
- Ґестон, Північна Кароліна — північ
- Мекленберг, Північна Кароліна — північний схід
- Ланкастер — схід
- Честер — південь
- Юніон — південний захід
- Черокі — захід
- Клівленд — північний захід

## Виноски
1. ↑  U.S. Decennial Census. United States Census Bureau. Архів оригіналу за 26 квітня 2015. Процитовано 19 березня 2015.
2. ↑  Historical Census Browser. University of Virginia Library. Архів оригіналу за 11 серпня 2012. Процитовано 19 березня 2015.
3. ↑  Forstall, Richard L., ред. (27 березня 1995). Population of Counties by Decennial Census: 1900 to 1990. United States Census Bureau. Архів оригіналу за 2 лютого 2015. Процитовано 19 березня 2015.
4. ↑  Census 2000 PHC-T-4. Ranking Tables for Counties: 1990 and 2000 (PDF). United States Census Bureau. 2 квітня 2001. Архів оригіналу (PDF) за 18 грудня 2014. Процитовано 19 березня 2015.
5. ↑  State & County QuickFacts. United States Census Bureau. Архів оригіналу за 23 липня 2011. Процитовано 25 листопада 2013.(англ.) Наведено за англійською вікіпедією.
6. ↑  American FactFinder. Бюро перепису населення США. Архів оригіналу за 21 травня 2008. Процитовано 31 січня 2008.

| США | Це незавершена стаття з географії США. Ви можете допомогти проєкту, виправивши або дописавши її. |